# Tony D'Angelo (wrestler)
Tony D'Angelo, pseudonimo di Joseph Ariola (Oak Park, 9 giugno 1995), è un wrestler statunitense sotto contratto con la WWE.
In carriera ha detenuto una volta l'NXT North American Championship, una volta l'NXT Heritage Cup e due volte l'NXT Tag Team Championship insieme a Channing "Stacks" Lorenzo

## Biografia
Joseph Ariola è nato a Oak Park (Illinois) da una famiglia d'origini italiane, crescendo fortemente influenzato dalla sua eredità. Prima di diventare un wrestler professionista, Ariola è stato un wrestler collegiale per l'Università di Buffalo, dove si è laureato nel 2018.

## Carriera

### WWE (2021–presente)

#### NXT(2021–2023)
Nella puntata di NXT 2.0 del 5 ottobre 2021 debuttò in WWE con il ring name "Tony D'Angelo", con la gimmick heel di un mafioso italoamericano, sconfiggendo Malik Blade in pochi minuti. Il 5 dicembre, a NXT WarGames, D'Angelo, Bron Breakker, Carmelo Hayes e Grayson Waller sconfissero il Team Black & Gold (Johnny Gargano, LA Knight, Pete Dunne e Tommaso Ciampa) in un wargames match.
Dopo una serie di vittorie contro Ru Feng, Dexter Lumis e Andre Chase, incassò la prima sconfitta contro Pete Dunne nella puntata di NXT 2.0 del 21 dicembre, attaccando poi brutalmente lo stesso Dunne con un piede di porco. Iniziò una faida con Dunne, D'Angelo vinse un crowbar on a pole match l'11 gennaio, ma il 15 febbraio, nella puntata speciale NXT Vengeance Day, perse contro il rivale in un weaponized steel cage match. Il 2 aprile, a NXT Stand & Deliver, D'Angelo trionfò su Tommaso Ciampa. Il 4 giugno, a NXT In Your House, D'Angelo e i suoi scagnozzi Channing "Stacks" Lorenzo e Troy "Two Dimes" Donovan prevalsero sul Legado del Fantasma e, come da stipulazione, tale stable dovette unirsi a quella di D'Angelo. Nella puntata di NXT 2.0 del 21 giugno venne sconfitto da Carmelo Hayes, fallendo nell'opportunità di conquistare l'NXT North American Championship, a causa di Santos Escobar.
Nella puntata di NXT 2.0 del 2 agosto D'Angelo e Lorenzo affrontarono i Creed Brothers per l'NXT Tag Team Championship, ma vennero sconfitti a causa di Santos Escobar, che colpì a tradimento D'Angelo. Nella puntata speciale NXT Heatwave del 16 agosto prevalse su Santos Escobar in uno street fight e, come da stipulazione, il Legado del Fantasma dovette rimanere legato alla stable di D'Angelo, mentre Escobar dovette lasciare NXT (kayfabe).
Nella puntata di NXT del 27 settembre affrontò Wes Lee per qualificarsi per il ladder match per il vacante NXT North American Championship a NXT Halloween Havoc, ma venne sconfitto per decisione arbitrale. Nella puntata di NXT del 27 dicembre affrontò poi Lee per l'NXT North American Championship ma, a causa dell'intervento di Dijak, venne sconfitto. Nella puntata speciale NXT New Year's Evil del 10 gennaio 2023 venne poi sconfitto da Dijak. Il 7 marzo, nella puntata speciale NXT Roadblock, sconfisse Dijak in un jailhouse street fight match. Il 1º aprile, a NXT Stand & Deliver, D'Angelo e "Stacks" Lorenzo presero parte ad un triple threat tag team match per l'NXT Tag Team Championship che comprendeva anche i campioni del Gallus (Mark Coffey e Wolfgang) e i Creed Brothers, ma il match venne vinto dai campioni grazie a Joe Coffey.
Il 30 luglio, a NXT The Great American Bash, D'Angelo e Channing "Stacks" Lorenzo prevalsero su Mark Coffey e Wolfgang del Gallus conquistando l'NXT Tag Team Championship. Il 15 agosto, ad NXT, D'Angelo e Lorenzo prevalsero su Jagger Reid e Rip Fowler conservando i titoli di coppia. Il 30 settembre, a NXT No Mercy, D'Angelo e Lorenzo prevalsero su Angel Garza e Humberto Carrillo, i Creed Brothers e gli OTM (Bronco Nima e Lucien Price) in un fatal four-way tag team match mantenendo i titoli di coppia. Nella puntata speciale NXT Halloween Havoc del 24 ottobre D'Angelo e Lorenzo persero i titoli contro Andre Chase e Duke Hudson dopo 86 giorni di regno. Tre settimane dopo, il 14 novembre ad NXT, D'Angelo e Lorenzo vinsero nuovamente l'NXT Tag Team Championship nella rivincita contro Andre Chase e Duke Hudson. Nella puntata di NXT del 28 novembre D'Angelo e Lorenzo difesero i titoli contro Angel Garza e Humberto Carrillo.
Nella puntata di NXT del 9 gennaio D'Angelo e Lorenzo difesero le cinture contro gli OTM. Il 4 febbraio, ad NXT Vengeance Day, D'Angelo, Lorenzo e Adriana Rizzo sconfissero gli OTM e Jayda Parker. Persero le cinture contro Baron Corbin e Bron Breakker (dopo 91 giorni di regno) il 13 febbraio ad NXT.
Nella puntata speciale NXT Roadblock del 5 marzo, Luca Crusifino entra nella stable come consigliere di Tony D'angelo, grazie ad un'idea del nuovo alleato prevalse su Carmelo Hayes, utilizzando la musica di Trick Williams per distrarlo. Grazie alla vittoria su Hayes, Tony D'Angelo era diventato il nuovo sfidante all'NXT Championship, ma non riuscì a cogliere l'opportunità e venne battuto dal campione Il'ja Dragunov a NXT Stand & Deliver.

#### Titoli da singolo (2024-presente)
Il 14 maggio 2024 sconfisse Charlie Dempsey conquistando l'NXT Heritage Cup. Detenne la coppa, per 91 giorni, fino alla puntata di NXT del 13 agosto 2024 dove venne sconfitto da Charlie Dempsey. A NXT No Mercy, D'Angelo fu sconfitto in un mach per il NXT North American Championship contro Oba Femi, ma nella rivincita nella puntata di NXT dell'8 ottobre riesce a sconfiggere il gigante nigeriano, ponendo fine al regno da record di Femi a 273 giorni e diventando il primo wrestler a vincere l'NXT Tag Team, la Heritage Cup e il North American Championship. D'Angelo festeggiò il titolo con anche la bandiera italiana in mano.
Nella puntata di NXT del 7 novembre, difende il titolo contro Nunzio.

## Personaggio

### Mosse finali
- Fisherman buster

### Soprannomi
- "The Don of NXT"

## Titoli e riconoscimenti
- Pro Wrestling Illustrated
  - 182° tra i 500 migliori wrestler singoli nella PWI 500 (2022)[33]

- WWE
  - NXT Tag Team Championship (2) – con Channing "Stacks" Lorenzo[34][35]
  - NXT Heritage Cup (1)[4]
  - NXT North American Championship (1)[3]